# Шевченковский сельский совет (Харьковская область)
Шевченковский сельский совет — входит в состав Сахновщинского района Харьковской области Украины.
Административный центр сельского совета находится в селе Шевченково.

## История
- 1924 — дата образования.

## Населённые пункты совета
- село Шевченково
- село Николаевка